# Brigata alpina “Julia”

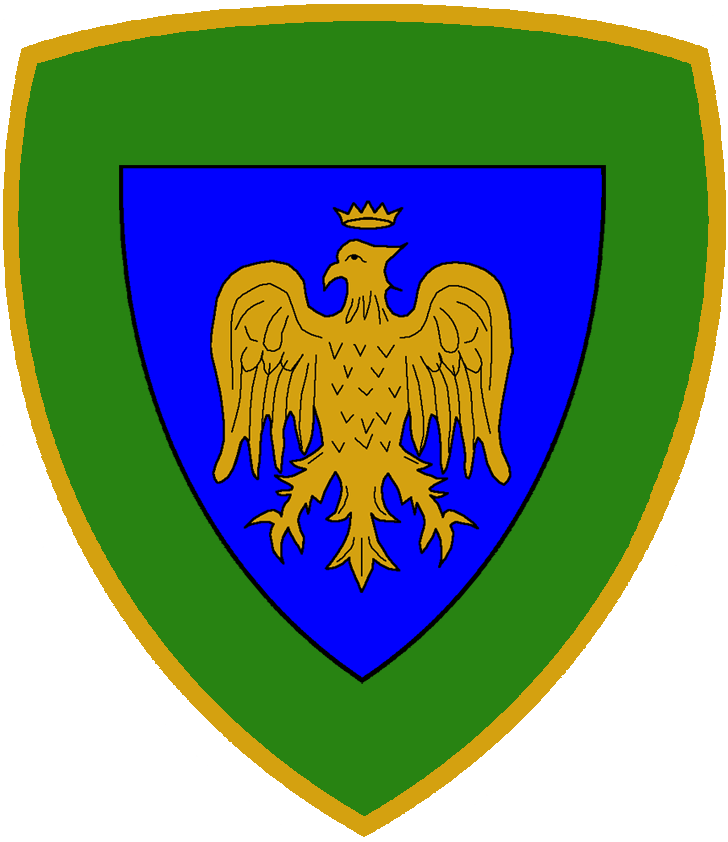
Wappen der Alpini-Brigade „Julia“

Die Brigata alpina “Julia” (deutsch Alpini-Brigade Julia) ist eine der beiden verbliebenen Gebirgsjägerbrigaden des italienischen Heeres. Der Stab der Brigade befindet sich in Udine, die unterstellten Verbände sind in den italienischen Ostalpen stationiert. Der Name „Julia“ („Julische Brigade“) bezieht sich auf die Julischen Alpen (Latein: Alpes Iuliae), in denen die Brigade beheimatet ist.

## Auftrag
Die Alpini-Brigade Julia untersteht dem Gebirgstruppenkommando COMALP in Bozen. Die Brigade dient in erster Linie der Landesverteidigung und der Erfüllung von NATO-Bündnisverpflichtungen. Darüber hinaus stellt sie Gebirgstruppen bereit für Friedensmissionen im Rahmen der EU, der NATO und der UNO. Bei Bedarf übernimmt die Brigade auch Unterstützungs- und Sicherungsaufgaben im Auftrag ziviler Stellen.
Die Julia ist eine so genannte framework brigade und bildet als solche das Rückgrat der Multinational Land Force (MLF) in Udine, die aus ungarischen, slowenischen und italienischen Verbänden besteht.

## Gliederung

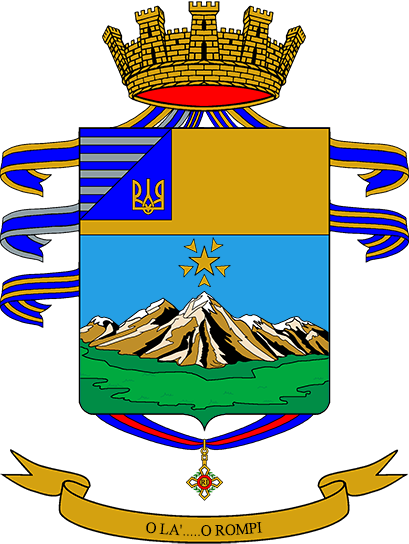
Wappen des 8. Alpiniregiments

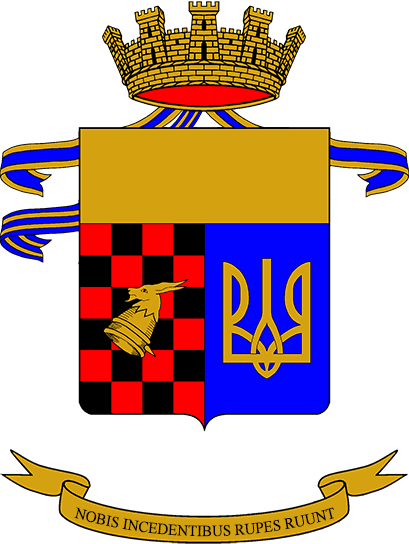
Wappen des 3. Gebirgsartillerie-Regiments

- 14. Stabs- und Unterstützungsverband (Udine)
- 5. Alpini-Regiment (Sterzing)
- 7. Alpini-Regiment (Belluno)
- 8. Alpini-Regiment (Venzone)
- 2. Kavallerieregiment Piemonte Cavalleria (Villa Opicina)
- 3. Gebirgsartillerieregiment (Remanzacco)
- 2. Gebirgspionierregiment (Trient)
- Logistikregiment Julia (Meran)

Alle Regimenter der Brigade haben Bataillonsstärke. Das 8. Alpini-Regiment und das 3. Gebirgsartillerieregiment bilden den historischen Kern der Brigade. Alle anderen Regimenter kamen im Zug der Heeresverkleinerungen nach dem Ende des Kalten Krieges zur Julia. Das 5. Alpini-Regiment gehörte bis 2002 zur Alpini-Brigade Tridentina in Brixen, das 7. bis 1997 zur Alpini-Brigade Cadore in Belluno. Der 14. Stabs- und Unterstützungsverband steht in der Nachfolge des 2005 aufgelösten 14. Alpini-Regiments und führt auch dessen Truppenfahne.

## Ausrüstung
Die Alpini-Regimenter verfügen über Mehrzweckfahrzeuge vom Typ VTLM „Lince“, leichte Panzerfahrzeuge von Typ „Puma“ (6×6) und über gebirgstaugliche Kettenfahrzeuge vom Typ Bv206S. Das Kavallerieregiment hat unter anderem Radpanzer vom Typ „Centauro“. Die Gebirgsartillerie ist mit der Feldhaubitze FH-70 (155 mm) ausgerüstet, daneben werden seit 2018 wieder einige reaktivierte 105-mm-Gebirgshaubitzen (Gebirgshaubitze Modell 56) genutzt.

## Geschichte
Aufgestellt wurde die Brigade am 7. März 1923 als 3. Alpini-Gruppe, die ab 1926 die Bezeichnung 3. Alpini-Brigade führte und aus dem 8. und 9. Alpini-Regiment sowie dem 3. Gebirgsartillerieregiment bestand. 1935 ging aus der Brigade die 3. Alpini-Division „Julia“ hervor, die jedoch im Wesentlichen weiterhin aus den oben genannten Regimentern bestand.
Während des Zweiten Weltkriegs kämpfte die Division unter anderem in der Sowjetunion, wo sie 1942/1943 bei einem massiven sowjetischen Panzerangriff am Don („Operation Kleiner Saturn“) zusammen mit anderen Alpini-Verbänden von den eigenen Linien abgeschnitten wurde und dann bei starkem Frost zwei Wochen hinter den feindlichen Linien kämpfte, bis sie sich stark dezimiert wieder eigenen Truppen anschließen konnte.
1949 entstand die „Julia“ als Brigade mit dem 8. Alpini-Regiment und dem 3. Gebirgsartillerieregiment in Udine wieder. In den 1950er- und 1960er-Jahren führte die Brigade auch etliche Sperr-, Panzerabwehr- und Flugabwehrverbände und erreichte bei einer Friedenssollstärke von 1.000 Mann je Alpini-Bataillon zeitweise eine Gesamtsollstärke von 10.000 Mann. Die Brigade hatte während des Kalten Kriegs die Aufgabe, im Fall eines Angriffs des Warschauer Pakts die Nordostgrenze Italiens im Raum Tarvis, Pontebba, Tolmezzo, Gemona (Karnische Alpen, Julische Alpen) zu verteidigen. Nach 1990 wurde bekannt, dass der Warschauer Pakt einen Angriff auf Italien genau im Bereich der „Julia“ (Kanaltal) geplant hatte. Insbesondere die ungarische Armee sollte mit knapp zehn eigenen und verbündeten Divisionsäquivalenten binnen weniger Tage vom Raum Kaposvár aus über Graz, Klagenfurt und Villach (im Südosten Österreichs) nach Udine und dann weiter bis nach Mailand und Genua vorstoßen, mit Teilen auch nach Bologna. Darüber hinaus war von Villach aus auch ein Angriff durch das Drautal bis ins Südtiroler Pustertal geplant (Alpini-Brigade „Tridentina“), um die wichtigsten Alpenübergänge unter Kontrolle zu bringen und um entlang der Etsch nach Süden vorzudringen.
Mit der Heeresreform von 1975 wurde im italienischen Heer die Regimentsebene abgeschafft. Daher bestand die Alpini-Brigade „Julia“ in den Jahren von 1976 bis 1990 aus den Alpini-Bataillonen „Gemona“, „Cividale“, „Tolmezzo“, „L’Aquila“ und „Vicenza“, aus dem Sperrverband „Val Tagliamento“, aus den Gebirgsartilleriebataillonen „Conegliano“, „Belluno“ und „Udine“, aus dem Logistikbataillon „Julia“ und einigen Verfügungs- und Versorgungseinheiten. 1976 leistete die Brigade nach einem schweren Erdbeben im Friaul wertvolle Hilfe.
1990/91 löste das italienische Heer sehr viele Verbände auf, darunter etliche Bataillone der „Julia“. 1992 nahmen die restlichen Bataillone die Bezeichnung Regiment an. 1997 übernahm die Brigade das 7. Alpini-Regiment (damals in Feltre) der aufgelösten „Cadore“-Brigade, 2002 das relativ weit entfernte 5. Alpini-Regiment (Sterzing) der aufgelösten „Tridentina“-Brigade. Das in den Abruzzen stationierte 9. Regiment (Btl. „L’Aquila“) ging an die Alpini-Brigade Taurinense. Nach der Auflösung des 14. Alpini-Regiments in Venzone verfügt die „Julia“ zwischen Südtirol und den Julischen Alpen über nur noch drei Gebirgsjägerbataillone.
In den letzten drei Jahrzehnten hat die Brigade oder einzelne unterstellte Verbände an etlichen Auslandseinsätzen teilgenommen, unter anderem in Mosambik, im ehemaligen Jugoslawien und in Afghanistan.

## Bilder

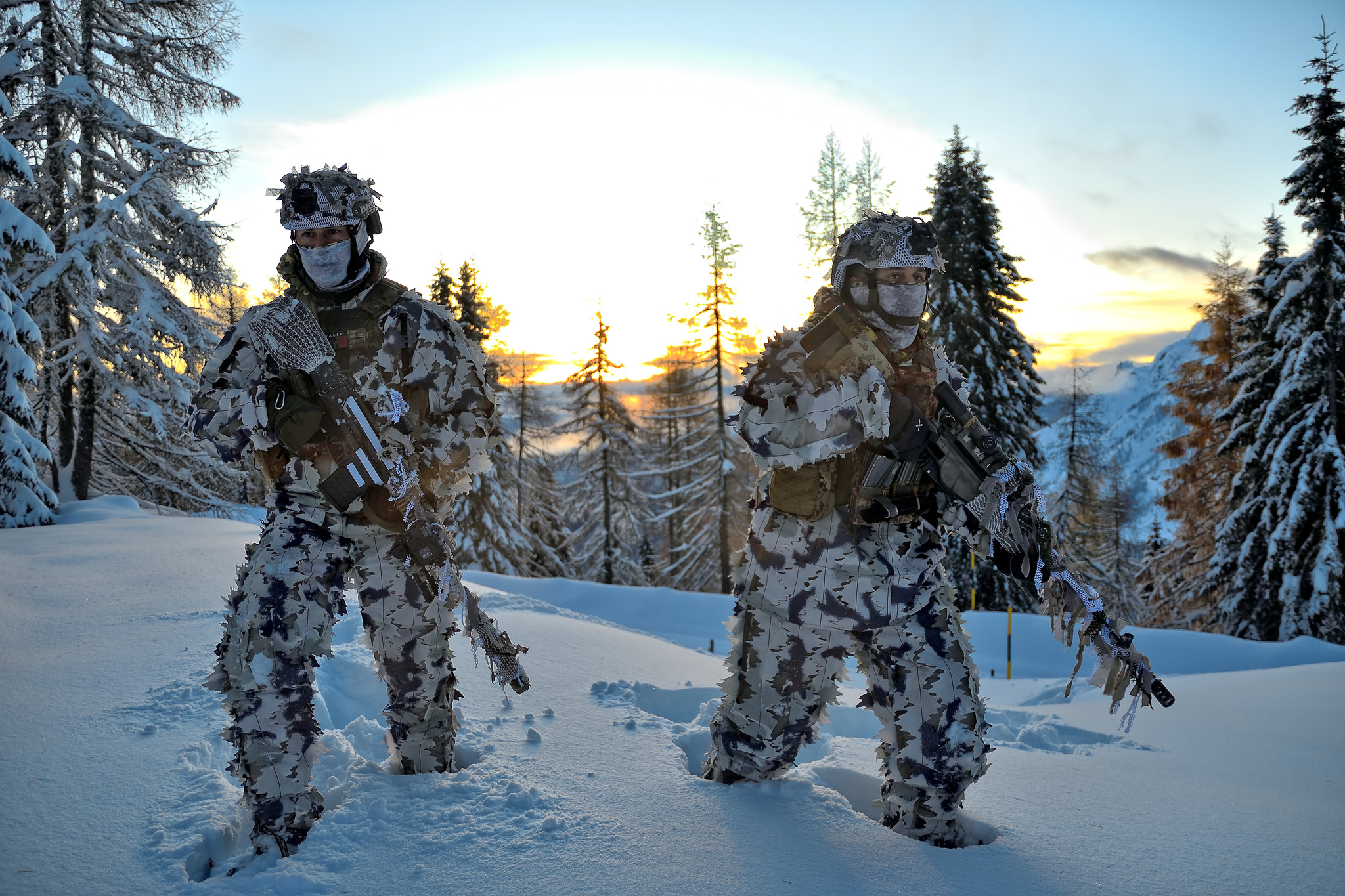
Zwei Alpini des 8. Regiments im Jahre 2019
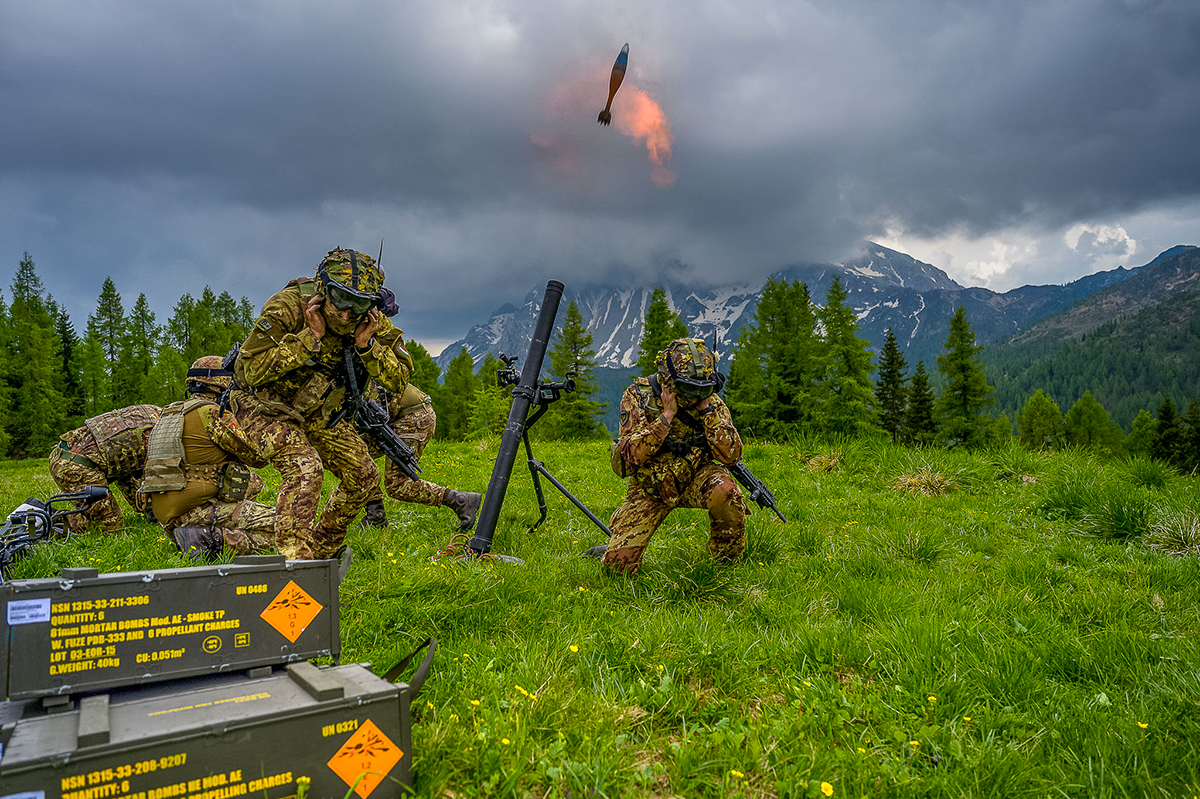
Alpini des 7. Regiments mit einem leichten Mörser 2020 in der Nähe des Mauriapasses
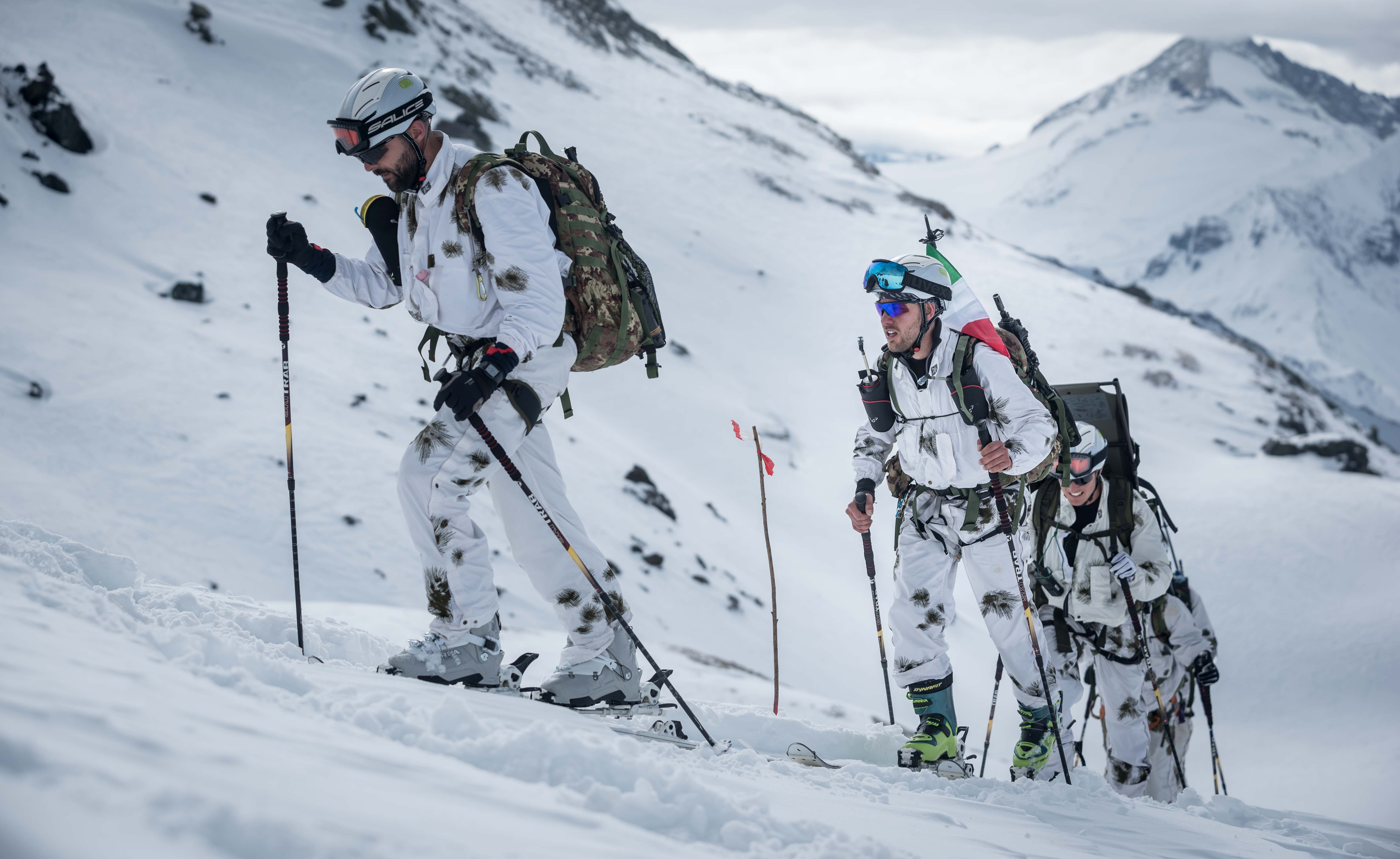
Alpini des 5. Regiments beim internationalen Edelweiss Raid 2017 in Österreich
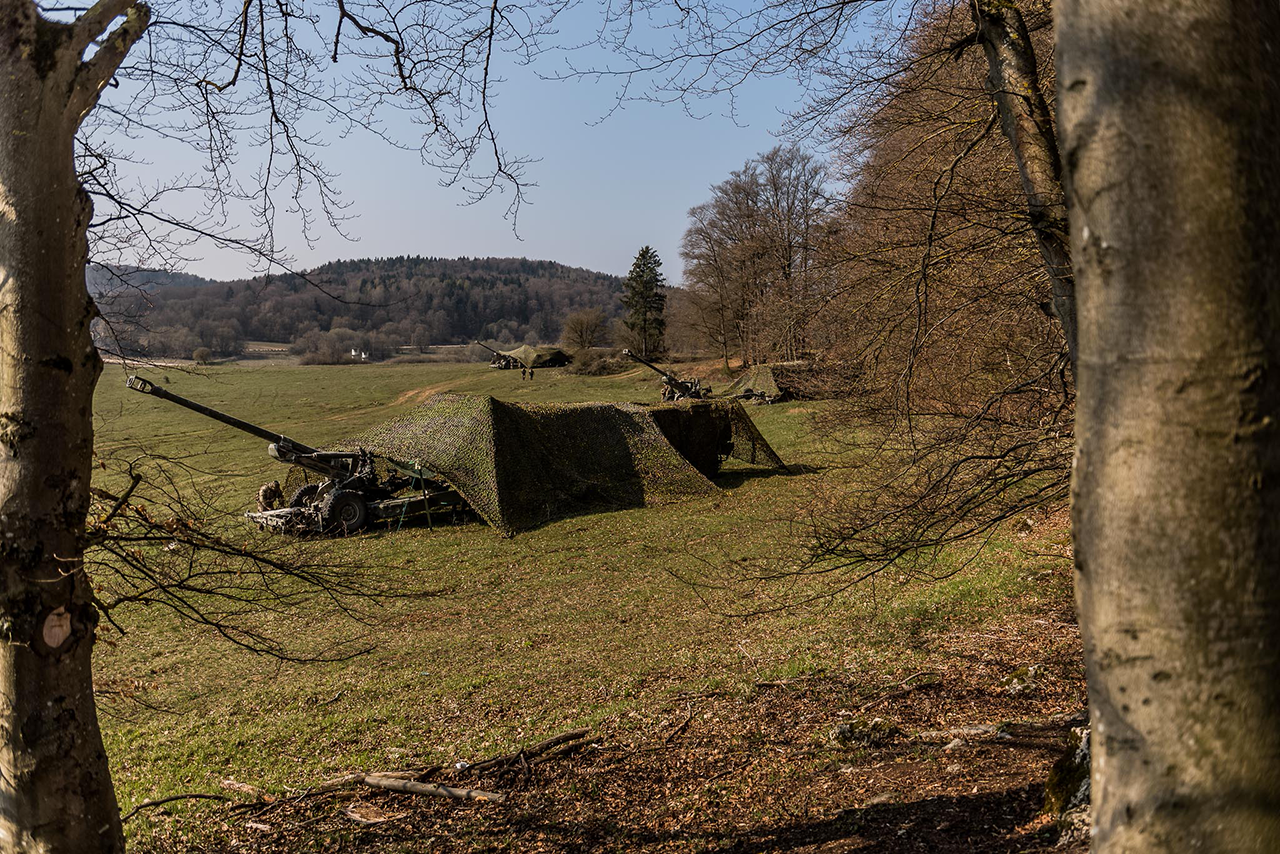
3. Gebirgsartillerie-Regiment 2019 in Hohenfels